# ラマー・ホイト
ドゥーイ・ラマー・ホイト（Dewey LaMarr Hoyt, 1955年1月1日 - 2021年11月29日）は、MLBのプロ野球選手。ポジションは投手。アメリカ合衆国サウスカロライナ州コロンビア出身。

## 経歴

### シカゴ・ホワイトソックス
1973年のMLBドラフトでニューヨーク・ヤンキースから5巡目に指名を受け入団。1977年にバッキー・デントとの交換トレードで、オスカー・ギャンブルら2選手、プラス金銭と共にシカゴ・ホワイトソックスに移籍。1979年9月14日のオークランド・アスレティックス戦でメジャーデビュー。1980年は開幕をマイナーで迎えたが、6月にメジャー昇格。当初はリリーフでの起用だったが、7月下旬から先発に定着し、9月5日のトロント・ブルージェイズ戦でメジャー初完封を記録するなど9勝を挙げる。1981年は再びリリーフに戻り、9勝10セーブを記録。1982年は4月後半から先発ローテーション入りし、開幕9連勝。その後は負けが込んだが19勝15敗・防御率3.53を記録し、最多勝利のタイトルを獲得。1983年は後半戦で13連勝を含む15勝を挙げ、24勝10敗・防御率3.66、260.1イニングで31四球（9イニング平均1.07）の成績で2年連続の最多勝利を獲得し、チームの地区優勝に大きく貢献。ボルチモア・オリオールズとのリーグチャンピオンシップシリーズでは第1戦で1失点完投勝利を挙げるが、その後3連敗で敗退しリーグ優勝はならなかった。オフに初のサイ・ヤング賞を受賞した。1984年5月2日の古巣ヤンキース戦で7回1死までパーフェクトに抑え、ドン・マッティングリーに安打を打たれたものの次打者を併殺に打ち取り、1安打無四死球・残塁0の「準完全試合」を記録。後半戦で5勝10敗と調子を落とし、リーグワーストの18敗を喫した。12月6日にオジー・ギーエン他3選手との交換トレードで、マイナー2選手と共にサンディエゴ・パドレスに移籍。

### サンディエゴ・パドレス
1985年は移籍1年目ながら開幕投手を務め、5月20日から3完封を含む11連勝を記録し、オールスターゲームに初めて選出されて先発投手を務め、オールスターMVPを獲得した。後半戦は故障もあって4勝に留まるが、16勝8敗・防御率3.47、210.1イニングで20四球（9イニング平均0.86）と復活を遂げた。1986年1月と2月の2度に渡って麻薬所持の現行犯で逮捕。ホワイトソックス時代から麻薬の常習者との噂があったが（それが放出の一因にもなった）、それが明るみに出る格好となった。2度目の逮捕後に9日間のリハビリプログラムを受けることを義務付けられ、調整が遅れたこともあり不調。終盤はリリーフに回るなど8勝11敗・防御率5.15と不本意な成績に終わった。12月16日に麻薬を所持して車を運転しているところをメキシコとの国境近くを警備していた警察官に見つかり逮捕。パドレスから解雇され、ピーター・ユベロスコミッショナーから1年間の出場停止処分を科された。
1988年に古巣ホワイトソックスからスプリングトレーニングでチャンスを与えられたがメジャー復帰は叶わず、現役引退。
以後麻薬からは手を引き、2004年までホワイトソックスでインストラクター等を務めた。

## 詳細情報

### 年度別投手成績
| 年 度     | 球 団     | 登 板 | 先 発 | 完 投 | 完 封 | 無 四 球 | 勝 利 | 敗 戦 | セ 丨 ブ | ホ 丨 ル ド | 勝 率 | 打 者 | 投 球 回 | 被 安 打 | 被 本 塁 打 | 与 四 球 | 敬 遠 | 与 死 球 | 奪 三 振 | 暴 投 | ボ 丨 ク | 失 点 | 自 責 点 | 防 御 率 | W H I P |
| --------- | --------- | ----- | ----- | ----- | ----- | -------- | ----- | ----- | -------- | ----------- | ----- | ----- | -------- | -------- | ----------- | -------- | ----- | -------- | -------- | ----- | -------- | ----- | -------- | -------- | ------- |
| 1979      | CWS       | 2     | 0     | 0     | 0     | 0        | 0     | 0     | 0        | --          | ----  | 10    | 3.0      | 2        | 0           | 0        | 0     | 0        | 0        | 0     | 0        | 0     | 0        | 0.00     | 0.67    |
| 1980      | CWS       | 24    | 13    | 3     | 1     | 0        | 9     | 3     | 0        | --          | .750  | 496   | 112.1    | 123      | 8           | 41       | 3     | 2        | 55       | 3     | 0        | 66    | 57       | 4.57     | 1.46    |
| 1981      | CWS       | 43    | 1     | 0     | 0     | 0        | 9     | 3     | 10       | --          | .750  | 371   | 90.2     | 80       | 10          | 28       | 1     | 3        | 60       | 3     | 0        | 40    | 36       | 3.57     | 1.19    |
| 1982      | CWS       | 39    | 32    | 14    | 2     | 5        | 19    | 15    | 0        | --          | .559  | 995   | 239.2    | 248      | 17          | 48       | 3     | 2        | 124      | 4     | 0        | 104   | 94       | 3.53     | 1.24    |
| 1983      | CWS       | 36    | 36    | 11    | 1     | 5        | 24    | 10    | 0        | --          | .706  | 1034  | 260.2    | 236      | 27          | 31       | 4     | 1        | 148      | 1     | 1        | 115   | 106      | 3.66     | 1.02    |
| 1984      | CWS       | 34    | 34    | 11    | 1     | 4        | 13    | 18    | 0        | --          | .419  | 975   | 235.2    | 244      | 31          | 43       | 3     | 5        | 126      | 0     | 0        | 127   | 117      | 4.47     | 1.22    |
| 1985      | SD        | 31    | 31    | 8     | 3     | 5        | 16    | 8     | 0        | --          | .667  | 839   | 210.1    | 210      | 20          | 20       | 2     | 2        | 83       | 0     | 4        | 85    | 81       | 3.47     | 1.09    |
| 1986      | SD        | 35    | 25    | 1     | 0     | 1        | 8     | 11    | 0        | --          | .421  | 699   | 159.0    | 170      | 27          | 68       | 8     | 3        | 85       | 2     | 2        | 100   | 91       | 5.15     | 1.50    |
| 通算：8年 | 通算：8年 | 244   | 172   | 48    | 8     | 20       | 98    | 68    | 10       | --          | .590  | 5419  | 1311.1   | 1313     | 140         | 279      | 24    | 18       | 681      | 13    | 7        | 637   | 582      | 3.99     | 1.21    |

- 各年度の太字はリーグ最高

### タイトル
- 最多勝利 2回：1982年, 1983年

### 表彰・記録
- サイ・ヤング賞 1回：1983年
- MLBオールスターゲーム選出 1回：1985年
- オールスターゲームMVP 1回：1985年